# Allison Williams
Allison Williams (* 13. dubna 1988) je americká herečka, komička a hudebnice. Nejvíce známá je pravděpodobně díky roli Marnie Michaels v seriálu stanice HBO s názvem Girls a roli ve filmu Uteč.

## Životopis
Allison je dcerou Jane Gillian Stoddard a Briana Williamse, který je oporou nočního zpravodajství televizní stanice NBC.
Allison Williams vyrostla v New Canaan v Connecticutu. Vystudovala Yaleovu univerzitu, ze které promovala v roce 2010. Během studia na Yalu byla po 4 roky členkou improvizační komediální trojice, nazvané Just Add Water, a také se objevovala ve webovém seriálu College Musical na YouTube. Dokonce působila v tajném univerzitním klubu St. Elmo.

## Kariéra
V roce 2010 nazpívala tzv. mashup písně Nature Boy, která byla namixována spolu s písní Beautiful Mine umělce RJD2. Tento mashup byl použit jako úvodní znělka k seriálu Šílenci z Manhattanu. YouTube video k této písni získalo silný ohlas, což přesvědčilo Judda Apatowa, že by měl Allison nabídnout roli v připravovaném seriálu stanice HBO s názvem Girls. Roli získala krátce na to. Při konkurzu měla přesvědčit zkušenostmi získanými se triem Just Add Water. Seriál Girls měl vysílací premiéru 15. dubna 2012.
Allison Williams píše skeče ke komediální sérii, které se objevují na webu Funny or Die, ve kterých paroduje Kate Middleton spolu s britským hercem Oliverem Jackson-Cohnem, který zde vystupuje jako Princ William. Objevila se ve třetí řadě seriálu Liga snů v epizodě s názvem The Guest Bong jako postava jménem Danielle. Ve vedlejší roli se objevila v seriálu Jake and Amir. Zahrála si v hlavní roli televizního filmu Peter Pan Live!. V listopadu 2016 si zahrála v krátkometrážním filmu Past Forward. V roce 2017 si zahrála v hororovém snímku Uteč.

## Osobní život
V roce 2011 začala chodit s Ricky Van Veenem, spoluzakladatelem CollegeHumor. Dvojice se zasnoubila v roce 2014 a vzali se 9. září 2015 na ranči Brush Creek v Saratoze ve Wyomingu. Tom Hanks je oddal. Dne 27. června 2019 se dvojice rozešla.

## Filmografie

### Film
| Rok  | Název          | Role           | Poznámky            |
| ---- | -------------- | -------------- | ------------------- |
| 2016 | Past Forward   | Žena           | krátkometrážní film |
| 2017 | Uteč           | Rose Armitagee |                     |
| 2018 | The Perfection | Charlotte      |                     |

### Televize
| Rok       | Název                                  | Role                     | Poznámky                                     |
| --------- | -------------------------------------- | ------------------------ | -------------------------------------------- |
| 2004      | American Dreams                        | Deborah                  | 2 díly                                       |
| 2011      | Will & Kate: Before Happily Ever After | Kate Middleton           | 4 díly, také scenáristka, internetový seriál |
| 2011      | Liga snů                               | Danielle                 | díl: „The Guest Bong“                        |
| 2012–2017 | Girls                                  | Marnie Michaels          | hlavní role, 57 dílů                         |
| 2013      | The Mindy Project                      | Jillian                  | 3 díly                                       |
| 2014      | Peter Pan Live!                        | Peter Pan                | televizní speciál                            |
| 2015      | Simpsonovi                             | Kamarádka Candace (hlas) | díl: „Every Man's Dream“                     |
| 2017–2019 | A Series of Unfortunate Events         | Kit Snicket              | 8 dílů                                       |
| 2018      | Patrick Melrose                        | Marianne                 | díl: „Bad News“                              |
| 2019      | Sezame, otevři se                      | uklízečka                | díl: „Oscar Uncanned“                        |

## Ocenění a nominace
| Rok  | Ocenění                          | Kategorie                                                | Práce | Výsledky  |
| ---- | -------------------------------- | -------------------------------------------------------- | ----- | --------- |
| 2016 | Critics' Choice Television Award | Nejlepší ženský herecký výkon ve vedlejší roli (komedie) | Girls | nominace  |
| 2017 | MTV Movie & TV Awards            | Nejlepší zloduch                                         | Uteč  | nominace  |
| 2017 | National Board of Review         | Nejlepší obsazení                                        | Uteč  | vítězství |
| 2017 | San Diego Film Critics Society   | Nejlepší obsazení                                        | Uteč  | nominace  |
| 2017 | Seattle Film Critics Society     | Nejlepší obsazení                                        | Uteč  | vítězství |
| 2017 | Florida Film Critics Circle      | Nejlepší obsazení                                        | Uteč  | nominace  |
| 2017 | Online Film Critics Society      | Nejlepší obsazení                                        | Uteč  | nominace  |
| 2018 | Georgia Film Critics Association | Nejlepší obsazení                                        | Uteč  | nominace  |
| 2018 | Screen Actors Guild Award        | Nejlepší obsazení (film)                                 | Uteč  | nominace  |